# Monacos Grand Prix 1967
Monacos Grand Prix 1967, officiellt XXV Grand Prix Automobile de Monaco var en Formel 1-tävling som hölls den 7 maj 1967 på stadsbanan Circuit de Monaco i Monte Carlo i Monaco. Det var det andra av elva lopp ingående i Formel 1-VM 1967 och kördes över 100 varv. Sammanlagt sex förare av sexton startande fullföljde loppet, varav endast segraren av loppet låg på ledarvarvet vid målgång. Loppet vanns av Denny Hulme för Brabham, tvåa blev Graham Hill för Lotus, och trea blev Chris Amon för Ferrari.
Ett flertal debuter ägde rum under tävlingshelgen. Förarna Jean-Pierre Beltoise och Johnny Servoz-Gavin körde sina första F1-lopp och stallet Matra gjorde F1-debut. Denny Hulme tog sin första F1-seger. Hulmes seger överskuggades dock av Lorenzo Bandinis svåra olycka på det 82:a varvet. Bandini var nästan i fatt ledande Hulme när han klippte chikanen vid hamnen. Bandini förlorade väggreppet och körde in i skyddsbarriären som bestod av halmbalar. Vänster framhjul lossnade och bilen slog runt och fattade eld. Bandini blev fastklämd i eldhavet med bilen liggande upp och ned och ådrog sig bland annat 65-procentiga brännskador. Han avled tre dagar senare.

## Resultat
| Pos.    | Nr. | Förare               | Konstruktör     | Däck      | Varv | Tid/Bröt        | Grid | Poäng |
| ------- | --- | -------------------- | --------------- | --------- | ---- | --------------- | ---- | ----- |
| 1       | 9   | Denny Hulme          | Brabham-Repco   | Goodyear  | 100  | 2:34:34.3       | 4    | 9     |
| 2       | 14  | Graham Hill          | Lotus-BRM       | Firestone | 99   | + 1 varv        | 8    | 6     |
| 3       | 20  | Chris Amon           | Ferrari         | Firestone | 98   | + 2 varv        | 14   | 4     |
| 4       | 16  | Bruce McLaren        | McLaren-BRM     | Goodyear  | 98   | + 3 varv        | 10   | 3     |
| 5       | 11  | Pedro Rodríguez      | Cooper-Maserati | Firestone | 96   | + 4 varv        | 16   | 2     |
| 6       | 5   | Mike Spence          | BRM             | Dunlop    | 96   | + 4 varv        | 12   | 1     |
| Bröt    | 18  | Lorenzo Bandini      | Ferrari         | Firestone | 81   | Fatal olycka    | 2    |       |
| Bröt    | 6   | Piers Courage        | BRM             | Dunlop    | 64   | Avåkning        | 13   |       |
| Bröt    | 12  | Jim Clark            | Lotus-Climax    | Firestone | 42   | Hjulupphängning | 5    |       |
| Bröt    | 7   | John Surtees         | Honda           | Firestone | 32   | Motor           | 3    |       |
| Bröt    | 17  | Jo Siffert           | Cooper-Maserati | Firestone | 31   | Oljetryck       | 9    |       |
| Bröt    | 4   | Jackie Stewart       | BRM             | Firestone | 14   | Differential    | 6    |       |
| Bröt    | 10  | Jochen Rindt         | Cooper-Maserati | Firestone | 14   | Växellåda       | 15   |       |
| Bröt    | 23  | Dan Gurney           | Eagle-Weslake   | Goodyear  | 4    | Bränslepump     | 7    |       |
| Bröt    | 2   | Johnny Servoz-Gavin  | Matra-Ford      | Dunlop    | 4    | Insprutning     | 11   |       |
| Bröt    | 8   | Jack Brabham         | Brabham-Repco   | Goodyear  | 0    | Motor           | 1    |       |
| ! DNQ   | 15  | Bob Anderson         | Brabham-Climax  | Firestone |      |                 |      |       |
| DNQ     | 1   | Jean-Pierre Beltoise | Matra-Ford      | Dunlop    |      |                 |      |       |
| DNQ     | 22  | Richie Ginther       | Eagle-Climax    | Goodyear  |      |                 |      |       |
| Källor: |     |                      |                 |           |      |                 |      |       |

## VM-ställning efter loppet
| Pos. | Förare          | Poäng |
| ---- | --------------- | ----- |
| 1    | Denny Hulme     | 12    |
| 2    | Pedro Rodríguez | 11    |
| 3    | Graham Hill     | 6     |
| 4    | John Love       | 6     |
| 5    | John Surtees    | 4     |

| Pos. | Konstruktör     | Poäng |
| ---- | --------------- | ----- |
| 1    | Brabham-Repco   | 12    |
| 2    | Cooper-Maserati | 11    |
| 3    | Lotus-BRM       | 6     |
| 4    | Cooper-Climax   | 4     |
| 5    | Honda           | 4     |

- Notering: Endast de fem bästa placeringarna i vardera mästerskap finns med på listorna.